# Akusztikus fonetika
Az akusztikus fonetika a fonetika egyik részterülete. A megképzett beszédet mint fizikai jelenséget elemezi és vizsgálja, a 20. század eleje óta.
A beszéd akusztikai valóságában a leginkább hozzáférhető a vizsgálódás számára, összekötő kapocs a beszélő és a hallgató között.
Az akusztikai fonetika a beszédet az intenzitás, a frekvencia és az idő dimenziójában vizsgálja.

## Akusztikum
A hallószervünkkel felfogott és hangzási emlékképekben elraktározott hangsajátságok összességét szokás a hangtanban akusztikumnak nevezni.
Az élőszóbeli kommunikáció során figyelmünk a nyelvileg kódolt közléstartalom megértésére irányul, míg a hangzásról csak globális benyomásokat szerzünk. A hangzás akusztikus összetevőit szubjektív érzékeléssel és megfigyeléssel – a beszédfolyamat rendkívül nagy sebessége és bonyolult szerkezeti felépítettsége miatt – nem lehet objektívan és részletekbe menően megállapítani, ezért a beszéd egészének hangzásáról nyert benyomásokra támaszkodva, többnyire metaforikus kifejezésekkel jellemezzük a hangzást, az akusztikumot. A beszéd hangzási jegyeinek az összességére is használják.

## A hang fizikai jellemzői
A hang fizikailag rezgést jelent. A beszédszervek (tüdő, légcső, gége, hangszalagok, toldalékcső, garat, orr- és szájüreg) működésükkel hangjelenséget produkálnak, amelyet egy hangforrás és egy szűrőrendszer együttes tevékenysége hoz létre. Fizikai értelemben tehát a beszéd a hangrezgés paramétereivel írható le.
A rezgés valamilyen rugalmas közeg (hangforrás)egyensúlyi helyzetének ingadozása, amely egy (szilárd, cseppfolyós vagy légnemű) közegben terjed. A hang keletkezésének három feltétele van:
1, energiaforrás,
2, hangforrás,
3, rezgést átvevő közeg.
Az a sebesség, amellyel a rezgés valamely vivőközegben terjed, a rezgés terjedési sebessége. A hang terjedési sebessége a levegőben 344 m/s.
A rezgések fizikailag három mennyiségi jellemzővel írhatóak le: a frekvenciával, az intenzitással és az időtartammal.
A frekvencia azt jelzi, hogy adott időegység alatt hányszor ismétlődik meg az egyensúlyi helyzetből való kitérés és az oda való visszatérés, azaz a periódus. A periódus vagy ciklus tehát az az időtartam, ami alatt egy teljes rezgés végbemegy.
Az időegység, amellyel a rezgés szaporaságát mérjük, 1 másodperc (s), a frekvencia tehát az 1 másodperc alatti periódusok száma. Mértékegysége: Hertz (Hz).
Az intenzitás felületegységén áthaladó hangteljesítmény, amely az egyensúlyi helyzetből való maximális kitérés (amplitúdó) és a hangnyomás négyzetével arányos, mértékegysége: Watt/cm²
A hangnyomás a rezgés által a hordozó közegben keltett nyomás, mértékegysége a Pa (Pascal). Az időtartam az az időmennyiség, amely a rezgés felépülésétől a lecsengéséig eltelik. Mértékegysége a másodperc (s), gyakrabban század- (cs) és ezredmásodperc (ms). Az időtartam alapján megkülönböztetünk 200 ms-nál rövidebb hanglökést, 200 ms és 1 s közötti rövid idejű hangot, valamint tartós hangot, amely az 1 s-nál hosszabb időbeli lefutású hangok neve.

## Rezgésfajták
Rezgésfajtákat tekintve megkülönböztetünk egyszerű és összetett rezgéseket.
Egyszerű rezgés/ tiszta hang: Minél bonyolultabb mozgást végez a hangforrás, annál összetettebb a keletkező rezgés. A legegyszerűbb mozgást végző rezgés az, amelyik a szinuszfüggvény törvényszerűségeit követi, grafikus képe a szinuszgörbe alakját veszi fel. A fül az ilyen rezgés által keltett hangot tiszta hangnak hallja. A tiszta hang amplitúdója és frekvenciája az idő függvényében nem változik.
Összetett rezgés/ komplex hang: Az összetett rezgés véges vagy végtelen számú egyszerű rezgésnek, vagyis tiszta hangnak egyetlen rezgésben való összegződése.
Szabályos rezgés/ zenei hang: Amikor az összetevő rezgések frekvenciái egymásnak egész számú többszörösei, akkor a keletkezett összetett rezgés szabályos, zenei hang. Benne a legkisebb frekvenciájú rezgésösszetevő neve alaprezgés vagy alaphang, ennek frekvenciája az alapfrekvencia (F0), a többi összetevő neve pedig felhang vagy felharmonikus, amelyek az alaphangtól való távolságuk alapján indexszámot kapnak.
Szabálytalan rezgés/ zörej: Ha az összetevő rezgések frekvenciái között a viszony nem harmonikus, azaz az eredő rezgés hullámalakja nem ismétlődik szabályos időközönként, akkor a rezgés neve szabálytalan vagy aperiodikus rezgés, a keletkező hangjelenséget pedig zörejnek nevezzük.
Attól függően, hogy mennyire aperiodikus a zörej, a zeneibb és a zörejesebb típusú hangok között a fokozatok egész skálája létezik. Az abszolút zörej az, amelyben az összes hallható frekvencia hozzávetőlegesen azonos amplitúdóértékkel van jelen. Ennek a neve fehérzaj, amelyet a hangtechnikában mérésre használnak.

## Hangszínképelemzés
Hangszínképelemzéssel a beszédhangok akusztikai szerkezetét részletesen lehet vizsgálni. A spektrográf részei a következőek: 1) hangrögzítő, 2) szegmentátor, 3) akusztikus szűrők, 4) kiíró.
Fourier-sorfejtés segítségével minden összetett hang felbontható az őt alkotó tiszta hangokra, az eredmény pedig a hangszínkép (spektrum). Ez az összetett hangot alkotó rezgéseknek és az ezekhez tartozó amplitúdóknak az együttes ábrázolása, amely megadja, hogy az összetevő rezgések frekvenciaértékeihez milyen relatív amplitúdóértékek tartoznak, azaz milyen az energiaeloszlás, ami a hangjelenség minőségének közvetlen mutatója. A hangszínképelemzés lépései: vizsgálati anyag összeállítása, gépi elemzés, mérési adatok feldolgozása.

## A beszéd néhány általános akusztikai jellemzője
A beszéd energiája a 100-160 Hz közötti frekvenciasávban a legnagyobb.
A magánhangzók jellemző formánsai a 300-3000 Hz-es frekvenciasávban helyezkednek el 74-94 dB-es átlagos intenzitással, a zöngés mássalhangzók jellemző részhangjai a 700-3500 Hz-es tartományban találhatók 68-88 dB átlagos hangerővel, a zöngétlen mássalhangzók jellemző magassági sávja 2000-10000 Hz, átlagos erőssége pedig 34-68 dB.
A beszéd átlagos intenzitása 60 dB, ez adja a legjobb érthetőséget. A beszéd frekvenciasávja 60 Hz-től 10000 Hz-ig terjed, azonban érthetőség szempontjából még a 12000 Hz-es frekvenciának is jelentősége van. A hasznos frekvenciasáv, ahol a legtöbb információ található, 300-3000 Hz között van.
A hangszalagok rezgési képessége 42-1708 Hz közötti frekvenciasávban helyezkedik el.
A fül 16-22000 Hz közötti sávban érzékeli a hangokat, ezt hallástartománynak nevezzük. Az ezalatt található hangokat infrahangnak, míg az fölötte lévő tartományba eső hangokat ultrahangnak nevezzük. A fül időállandója: 30-50 ms, beállási állandója: 200 ms.
Az akusztikai elemzés lehetséges Rezonátoros elemzés interferenciás elemzési móddal, grafikus módszerrel, elektroakusztikai elemzéssel illetve lehetőség van rá a beszédhangok szintézise során. Puszta hallással az akusztikai elemzés nem lehetséges.